# حجر شرعي
الحجر في اللغة: المنع، وفي الشرع الإسلامي يعد بابا من أبواب المعاملات في الفقه وهو: المنع من التصرفات المالية، وغيرها من أنواع الولايات، والتبرعات، بحسب نوع الحجر. والأصل في الحجر أدلة منها قول الله تعالى: 《﴿وَلَا تُؤْتُوا السُّفَهَاءَ أَمْوَالَكُمُ الَّتِي جَعَلَ اللَّهُ لَكُمْ قِيَامًا وَارْزُقُوهُمْ فِيهَا وَاكْسُوهُمْ وَقُولُوا لَهُمْ قَوْلًا مَعْرُوفًا ۝٥﴾ [النساء:5]》

## الحجر
ويقصد به المنع من التصرفات المالية، سواء أكان المنع لمصلحة الغير:كالحجر على المفلس لصالح الغرماء، ام كان لمصلحة المحجور عليه:كالحجر على المجنون أو هو المنع من نفاذ التصرفات. والحجر مشروع لقوله تعالى: (ولاتؤتوا السفهاء أموالكم التي جعل الله لكم قيماََوارزقوهم فيهاواكسوهم وقولوالهم قولاََ معروفاََ) والحكمة من مشروعية الحجر:صيانة الأموال من سوء تصرف المالك، ومن الغش والتدليس، ومن الايدي التي تسلب أموال الناس بالباطل. والحجر قد يكون لمصلحة المحجور عليه وذلك مثل:
1-الحجر على الصغير: فالصغير الذي لم يبلغ الحلم محجور عليه بحكم الشرع، حتى يبلغ، ويستمر الحجر إلى أن يرشد، لقوله تعالى:(فإن إنستم منهم رشداََ فادفعوا إليهم أمالهم).
2-الحجر على المجنون: ويستمر الحجر عليه إلى الافاقة من جنونه.
3-الحجر على السفيه:لقوله تعالى:(ولاتؤتوا السفهاء أموالكم)ويستمر الحجر عليه إلى أن يرشد.
4-وقد يكون الحجر لمصلحة الغير وذلك مثل:
أ-الحجر على المدين
ب-الحجر على الراهن، فيحجر عليه التصرف في العين المرهونة بعد لزوم الرهن ضمانا لحق الرتهن.
5-وقد يكون الحجر للمصلحة العامة وذلك مثل:
المرتد: فيحجر عليه لحق المسلمين، وذلك كما يقول الشافعية والحنابلة، لان تركته فئ، فيمنع من التصرف في ماله لئلا يفوته على المسلمين.
6-من الحجر: ما هو حجر حسى، أي:المنع من مباشرة العمل الذي حجر عليه من أجله، ويمثل الحنفية لذلك:بالحجر على المفتى الماجن، والطبيب الجاهل، والمكارى المفلس.
المفتى الماجن: هو الذي يعلم الناي الحيل الباطلة مثل الذي يفتي عن جهل.
الطبيب الجاهل: هو الذي يسقي المرصى دواء مهلكاََ.
المكارى المفلس: هو الذي يكري إبلاً وليس له إبل ولا مال ليشتريها به.
وليس المراد بالحجر على هؤلاء الثلاث حقيقة الحجر وهو المنع الشرعي الذي يمنع نفوذ التصرف لان المفتي لوأفتى بعد الحجر واصاب جاز، وكذا الطبيب لوباع الادوية نفذ، وانما المقصود المنع الحسي، لان الأول مفسد للاديان والثاني مفسد للابدان والثلالث مفسد للاموال فمنع هؤلاء المفسدين دفع ضرر لاحق بالخاص والعام وهو من الأمر بالمعروف والنهي عن المنكر.